# 美女紀行!E湯!E味
『美女紀行!E湯!E味』（びじょきこう イーゆ イーあじ）は、1985年4月18日から1987年9月27日までテレビ朝日系列局で放送されていたテレビ朝日製作の紀行番組である。

## 概要
毎回様々な女優が日本各地の温泉と食べ物を求めて旅していた番組。旅先の自然・歴史・風習も取り上げていた。

## 放送時間
いずれも日本標準時。
- 木曜 22:30 - 22:54 （1985年4月18日 - 1985年9月19日）
- 日曜 18:30 - 18:55 （1985年10月6日 - 1987年9月27日） - 平日夜の帯番組『ニュースステーション』の放送開始に伴い、放送曜日を変更。

## 出演女優
- 星野知子
- 大場久美子
- 田中美佐子
- 榊原郁恵
- 中野良子
- 五大路子
- 山口いづみ
- ほか多数

## 放送局
- テレビ朝日：木曜 22:30 - 22:54 → 日曜 18:30 - 18:55
- 北日本放送：日曜 15:30 - 15:55（1987年4月5日より放送開始）[2]
- 四国放送：日曜 10:30 - 11:00[3]